# Fenestella bipapillata
Fenestella bipapillata är en svampart som först beskrevs av Tul. & C. Tul., och fick sitt nu gällande namn av Pier Andrea Saccardo 1883. Enligt Catalogue of Life ingår Fenestella bipapillata i släktet Fenestella,  och familjen Fenestellaceae, men enligt Dyntaxa är tillhörigheten istället släktet Prosthecium,  och familjen Melanconidaceae. Arten är reproducerande i Sverige. Inga underarter finns listade i Catalogue of Life.